# Mariestads Bryggeri
Mariestads Bryggeri was een brouwerij in de Zweedse stad Mariestad.
De brouwerij werd opgericht in 1848 door Fredrik Rosenlind. In 1967 werd ze overgenomen door Spendrups Bryggeri. De brouwerij werd gesloten in 1972.
Spendrups brengt sedert 2000 opnieuw bieren op de markt onder de naam Mariestads, zoals Mariestads Old Ox, een bokbier dat de voormalige brouwerij uitbracht in 1957. Deze bieren worden nu elders gebrouwen.